# تپه قلعه‌چی شماره ۲
تپه قلعه چی شماره ۲ در شهرستان بویراحمد، روستای تمنک واقع شده و این اثر در تاریخ ۲۳ بهمن ۱۳۸۰ با شمارهٔ ثبت ۴۷۴۳ به‌عنوان یکی از آثار ملی ایران به ثبت رسیده است.